# صموئيل يونغز
صموئيل يونغز هو قاضي وسياسي أمريكي، ولد في 4 ديسمبر 1760، وتوفي في 12 سبتمبر 1839. انتخب عضو جمعية ولاية نيويورك ‏.